# الغزرية (مكيراس)

تعديل مصدري - تعديل

الغزرية هي إحدى قرى عزلة مكيراس بمديرية مكيراس التابعة لمحافظة البيضاء، بلغ تعداد سكانها 247 نسمة حسب تعداد اليمن لعام 2004.